# Notopleura penduliflora
Notopleura penduliflora är en måreväxtart som beskrevs av Charlotte M. Taylor. Notopleura penduliflora ingår i släktet Notopleura och familjen måreväxter. Inga underarter finns listade i Catalogue of Life.